# Clio (bokklubb)
Clio – den historiska bokklubben var en specialbokklubb, som startades 1987. Den skickade 9 gånger per år ut medlemstidningen Clio historiska boknyheter, vilken i varje nummer presenterade cirka 25 nya böcker inom ämnena historia och kulturhistoria. Bokklubben ägdes av Natur & Kultur men förmedlade böcker från flera olika förlag. Ansvarig utgivare var Annika Törnquist.
Med hänvisning till att man "sedan en tid tillbaka arbetat i motvind på en marknad där bokklubbarna haft allt mindre möjlighet att hävda sig ekonomiskt" så lades bokklubben och bolaget bakom dem ned våren 2021. Själva varumärket Clio överfördes därvid till Natur & Kultur.
Från 1994 delade Clio årligen ut Cliopriset till "en framstående yngre historiker inom det svenska språkområdet". Clio var också medarrangör av den årligen återkommande konferensen De svenska historiedagarna.